# جاك وايت (لاعب كريكت بريطاني)
جاك وايت (19 فبراير 1891 في المملكة المتحدة - 2 مايو 1961 في المملكة المتحدة) (بالإنجليزية: Jack White) هو لاعب كريكت بريطاني (وحمل سابقاً جنسية المملكة المتحدة لبريطانيا العظمى وأيرلندا). شارك مع منتخب إنجلترا للكريكت. أما مع النوادي، فقد لعب مع نادي مقاطعة سومرست للكريكت ‏.

## وصلات خارجية
- جاك وايت (لاعب كريكت بريطاني) على موقع إي آس بي آن كريك إنفو (الإنجليزية)